# فرودگاه شهری مدیسون (داکوتای جنوبی)
فرودگاه شهری مدیسون (داکوتای جنوبی) (به انگلیسی: Madison Municipal Airport (South Dakota)) یک فرودگاه همگانی ۲۵۵۰۰ با کد یاتا XMD است . این فرودگاه در کشور ایالات متحده آمریکا قرار دارد و در ارتفاع ۵۲۴ متری از سطح دریا واقع شده است.